# Serra Dourada (Goiás)

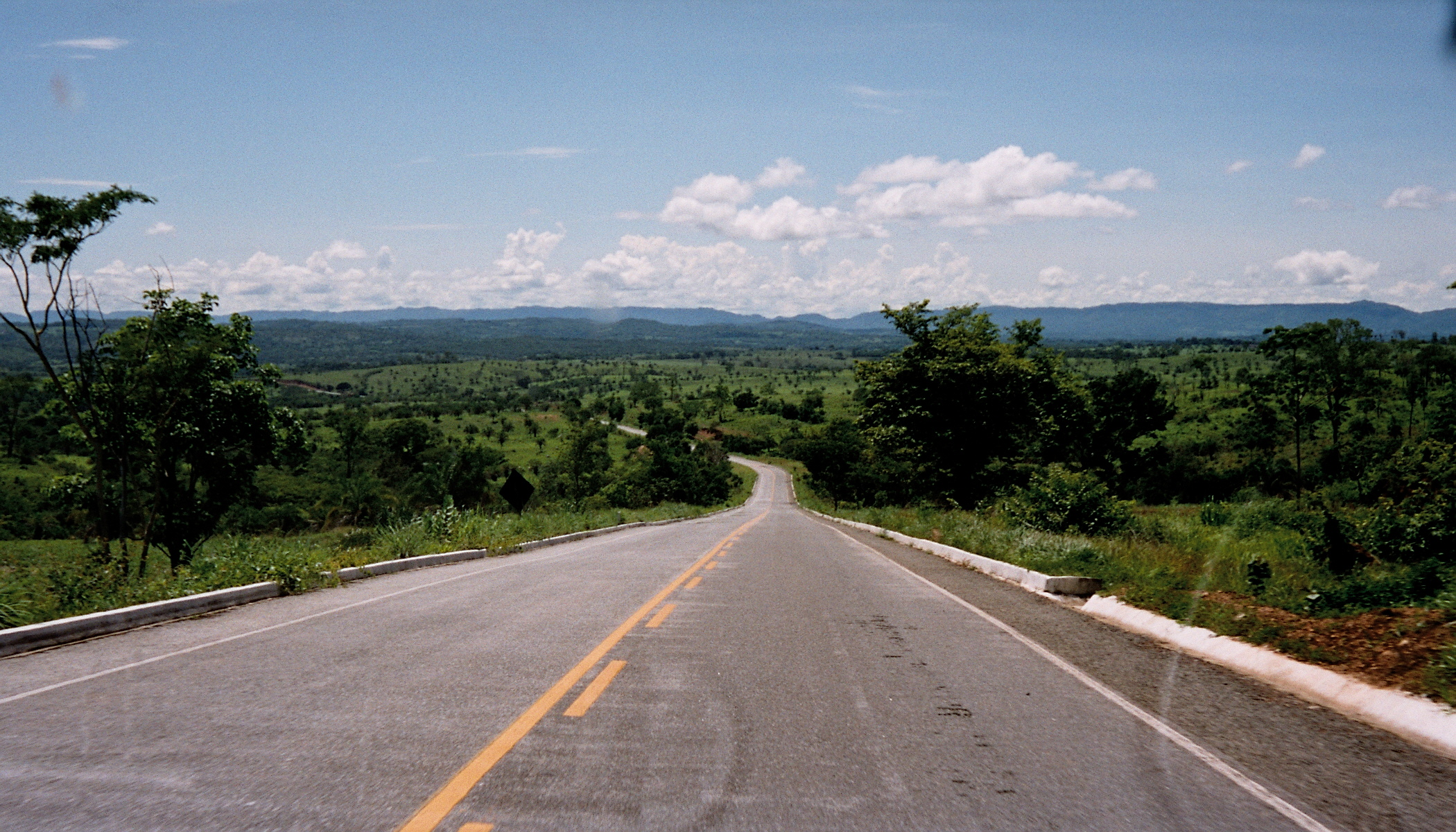
Serra Dourada am Horizont im Osten von der Araguaia-Ebene auf der BR-070 gesehen.

Die Serra Dourada (deutsch etwa: Goldgebirge) ist ein Gebirge im Nordwesten des brasilianischen Bundesstaates Goiás. Sie bildet in diesem Bereich den westlichen Abschluss des brasilianischen Berglandes und grenzt an die westlich gelegene Araguaia-Ebene mit einer Höhe von 200 bis 500 m.

## Geographie
Die Serra Dourada bildet die Wasserscheide zwischen dem Rio Araguaia-Becken und dem östlich gelegenen Rio-Tocantins-Becken. Im Norden beginnt sie westlich des Stausees Serra da Mesa und südlich von Mara Rosa und verläuft von dort nach Südwesten bis zur ehemaligen Hauptstadt Goiás Velho, von wo sie sich in ihrem westlichen Ausläufer bis zur Ortschaft Serra Dourada im Gemeindegebiet von Fazenda Nova erstreckt. Dieser ca. 60 km lange Ausläufer bildet einen Teil der Wasserscheide zwischen dem nördlich gelegenen Rio Araguaia-Becken und dem südlichen Rio-Paraná-Becken. Die Gesamtlänge der Serra Dourada beträgt ca. 275 km und die höchsten Erhebungen befinden sich südlich von Pilar de Goiás mit 1071 m und südlich von Goiás Velho mit 1056 m.
Die Serra Dourada verläuft entlang der Grenze zwischen den Mesoregionen Nordwest-Goiás und der nordwestlichen Grenze von Zentral-Goiás sowie im Norden auch teilweise zur Mesoregion Nord-Goiás.

## Geschichte
Das erste Gold wurde in der Serra Dourada vom Bandeirante Bartolomeu Bueno da Silva am Rio Vermelho in Buenolândia in der Umgebung von Goiás Velho geschürft. Noch heute wird um die Serra Dourada, vor allem in Crixás und Fazenda Nova, Gold gewonnen.

## Flüsse der Serra Dourada
Im Osten verläuft der nordöstlich fließende Rio das Almas entlang der Serra Dourada in den Stausee Serra da Mesa, welcher selbst aber nicht in der Serra Dourada entspringt. Am Westhang entspringen die Rio Araguaia-Zuflüsse Rio Vermelho, Rio do Peixe und Rio Crixás-Açu, sowie viele ihrer Zuflüsse.

## Schutzgebiet
Im Südwesten der Gemeinde Goiás Velho befindet sich das Naturschutzgebiet Parque Estadual da Serra Dourada.